# Liste der Baudenkmäler in Thalmassing
Auf dieser Seite sind die Baudenkmäler in der Oberpfälzer Gemeinde Thalmassing zusammengestellt. Diese Tabelle ist eine Teilliste der Liste der Baudenkmäler in Bayern. Grundlage ist die Bayerische Denkmalliste, die auf Basis des Bayerischen Denkmalschutzgesetzes vom 1. Oktober 1973 erstmals erstellt wurde und seither durch das Bayerische Landesamt für Denkmalpflege geführt wird. Die folgenden Angaben ersetzen nicht die rechtsverbindliche Auskunft der Denkmalschutzbehörde.

## Baudenkmäler nach Ortsteilen

### Thalmassing
| Lage                      | Objekt                                        | Beschreibung | Akten-Nr.     | Bild                                          |
| ------------------------- | --------------------------------------------- | --- | ------------- | --------------------------------------------- |
| Hauptstraße 15 (Standort) | Zugehöriger ehemaliger Zehentstadel           | traufständiger Halbwalmdachbau mit rundbogigem Tor, modern bezeichnet 1714 | D-3-75-205-2  | Zugehöriger ehemaliger Zehentstadel           |
| Hauptstraße 7 (Standort)  | Pfarrhaus                                     | dreigeschossiger und traufständiger Satteldachbau, 1670, Umbau 1770 | D-3-75-205-1  | Pfarrhaus                                     |
| Hauptstraße 16 (Standort) | Zugehöriger Taubenschlag in Form eines Hauses | neugotisch, um 1900 | D-3-75-205-3  | Zugehöriger Taubenschlag in Form eines Hauses |
| Kirchweg 3 (Standort)     | Denkmal für Bonifaz Wimmer                    | auf verjüngtem Sockel mit Einfriedung, 1909 von Margarete von Thurn und Taxis, Guss von A. Brandstetter, München | D-3-75-205-27 | Denkmal für Bonifaz Wimmer                    |
| Kirchweg 6 (Standort)     | Kath. Pfarrkirche St. Nikolaus von Myra       | Saalbau mit eingezogenem Chor, Flankenturm mit Zwiebelhaube und Pilastergliederung, neubarock, 1901 von Georg Strebel, Chor und Turm im Kern mittelalterlich; mit Ausstattung, westlich angebaut Lourdeskapelle mit Opferstock von 1591; Friedhofsmauer mit Blendnischen, wohl 19. Jahrhundert | D-3-75-205-4  | weitere Bilder                                |

### Irlbach
| Lage         | Objekt     | Beschreibung                                                       | Akten-Nr.    | Bild |
| ------------ | ---------- | ------------------------------------------------------------------ | ------------ | ---- |
| Irlbach 1 () | Wegkapelle | giebelständiger Satteldachbau mit offenem Gehäuse, bezeichnet 1896 | D-3-75-205-5 |      |

### Klausen
| Lage                  | Objekt                   | Beschreibung                                                                               | Akten-Nr.    | Bild                     |
| --------------------- | ------------------------ | ------------------------------------------------------------------------------------------ | ------------ | ------------------------ |
| In Klausen (Standort) | Dorfkapelle St. Wolfgang | Saalbau mit abgewalmtem Satteldach und verschindeltem Dachreiter, um 1840; mit Ausstattung | D-3-75-205-6 | Dorfkapelle St. Wolfgang |

### Luckenpaint
| Lage                    | Objekt                                                              | Beschreibung | Akten-Nr.    | Bild                                                                |
| ----------------------- | ------------------------------------------------------------------- | --- | ------------ | ------------------------------------------------------------------- |
| Schloßberg 9 (Standort) | Katholische Nebenkirche und ehemalige Schlosskapelle St. Laurentius | traufständiger Saalbau mit eingezogener Apsis, westlichem Fassadenturm mit Satteldach und Vorzeichen, 17. Jahrhundert, im Kern romanisch | D-3-75-205-7 | Katholische Nebenkirche und ehemalige Schlosskapelle St. Laurentius |

### Neueglofsheim
| Lage                       | Objekt                                            | Beschreibung | Akten-Nr.     | Bild           |
| -------------------------- | ------------------------------------------------- | --- | ------------- | -------------- |
| Neueglofsheim 1 (Standort) | Schloss Haus                                      | dreigeschossiger und gegliederter Dreiflügelbau mit Walmdächern, Westflügel mit Ecktürmen und Zwerchhaus, 1679–81 von Kaspar Pielmayr, 1928 Aufstockung des Westflügels und Bau der zweigeschossigen Torwand; Bergfried, Bruchstein mit Eckquaderung und Grabfuttermauer, wohl 13. Jahrhundert, mit Wallgrabenanlage | D-3-75-205-8  | weitere Bilder |
| Neueglofsheim 2 (Standort) | Wohnhaus, ehemaliges Gast- und späteres Forsthaus | zweigeschossiger und verputzter Massivbau mit Satteldach, wohl noch spätmittelalterlich, 15./16. Jahrhundert, im Inneren Veränderungen der 1920er Jahre | D-3-75-205-32 | BW             |
| Neueglofsheim 5 (Standort) | Scheune der ehemaligen Ökonomie von Schloss Haus  | nördlicher Trakt einer Vierflügelanlage, eingeschossiger Massivbau mit hohem Satteldach, 1707 (dendrochronologisch datiert), Stalleinbau mit Gewölben, wohl um 1850 | D-3-75-205-31 | BW             |

### Obermassing
| Lage                | Objekt     | Beschreibung                                                                                     | Akten-Nr.    | Bild |
| ------------------- | ---------- | ------------------------------------------------------------------------------------------------ | ------------ | ---- |
| Bergfeld (Standort) | Hofkapelle | giebelständiger Satteldachbau mit offenem Gehäuse und Pilastergliederung, Anfang 19. Jahrhundert | D-3-75-205-9 | BW   |

### Obersanding
| Lage                              | Objekt                       | Beschreibung                                                                                        | Akten-Nr.     | Bild           |
| --------------------------------- | ---------------------------- | --------------------------------------------------------------------------------------------------- | ------------- | -------------- |
| Petersweg 5 (Standort)            | Kath. Nebenkirche St. Petrus | Saalbau mit eingezogenem Chor und Chordachreiter mit Zwiebelhaube, 17. Jahrhundert; mit Ausstattung | D-3-75-205-10 | weitere Bilder |
| Nähe Thalmassinger Weg (Standort) | Wegkreuz                     | Gusseisen auf toskanischer Sandsteinsäule, bezeichnet 1860                                          | D-3-75-205-11 | Wegkreuz       |

### Sankt Bäumel
| Lage                      | Objekt                                              | Beschreibung | Akten-Nr.     | Bild                                                |
| ------------------------- | --------------------------------------------------- | --- | ------------- | --------------------------------------------------- |
| Sankt Bäumel 1 (Standort) | Kath. Wallfahrts- und Nebenkirche Maria vom Frieden | traufständiger Saalbau mit eingezogener Apsis und Dachreiter mit Zwiebelhaube, 1706; mit Ausstattung, gegenüber der namengebende Baum | D-3-75-205-12 | Kath. Wallfahrts- und Nebenkirche Maria vom Frieden |

### Stadlhof
| Lage          | Objekt                  | Beschreibung | Akten-Nr.     | Bild |
| ------------- | ----------------------- | --- | ------------- | ---- |
| Stadlhof 1 () | Ehemaliges Ausnahmshaus | massives Erdgeschoss mit hohem Kniestock, überkämmter Blockbau, 2. Hälfte 19. Jahrhundert, Blockbauteil wohl älter | D-3-75-205-29 |      |

### Untermassing
| Lage                      | Objekt                 | Beschreibung | Akten-Nr.     | Bild |
| ------------------------- | ---------------------- | --- | ------------- | ---- |
| Untermassing 1 (Standort) | Wohnhaus des Gutshofes | zweigeschossiger und traufständiger Satteldachbau, 16./17. Jahrhundert; Turmstumpf, zweigeschossiger Walmdachbau, wohl 13./14. Jahrhundert, Umbau im 18. Jahrhundert; Grabstein der Pullacher, spätgotisch, bezeichnet 1482; Hofmauer auf der Nord- und Westseite, 19. Jahrhundert, in der Anlage teilweise älter; Hofkapelle St. Joseph, giebelständiges Gehäuse mit abgewalmtem Satteldach, bezeichnet 1889; mit Ausstattung | D-3-75-205-13 | BW   |

### Untersanding
| Lage                     | Objekt                            | Beschreibung | Akten-Nr.     | Bild           |
| ------------------------ | --------------------------------- | --- | ------------- | -------------- |
| Dorfstraße 10 (Standort) | Kath. Filialkirche St. Pankratius | Saalbau mit eingezogenem Chor, Flankenturm mit Treppengiebel, spätes 17. Jahrhundert, im Kern älter, Turm gotisch, Ende 14. Jahrhundert; mit Ausstattung; Friedhofsmauer, Bruchstein, 17./18. Jahrhundert | D-3-75-205-15 | weitere Bilder |

### Weillohe
| Lage                              | Objekt                         | Beschreibung | Akten-Nr.     | Bild                           |
| --------------------------------- | ------------------------------ | --- | ------------- | ------------------------------ |
| Sankt-Bäumel-Straße 3 (Standort)  | Kath. Filialkirche St. Vitus   | Saalbau mit abgewalmtem Satteldach und Flankenturm mit Treppengiebel, nach 1600, 1906 verlängert; mit Ausstattung; Friedhofsmauer, 18./19. Jahrhundert | D-3-75-205-16 | Kath. Filialkirche St. Vitus   |
| Sankt-Bäumel-Straße 10 (Standort) | Ehemaliges Bauernhaus          | zweigeschossiger und giebelständiger Satteldachbau mit Blockbau-Obergeschoss, zwei Giebelschroten und Anbauten in Blockbau, 18. und 19. Jahrhundert    | D-3-75-205-17 | Ehemaliges Bauernhaus          |
| Untermassinger Straße (Standort)  | Gedenksäule westlich des Ortes | am gemeinsamen Blickpunkt für Walhalla und Befreiungshalle, sich verjüngender Pfeiler mit Deckplatte, Sandstein, spätklassizistisch, bezeichnet 1873   | D-3-75-205-18 | Gedenksäule westlich des Ortes |

### Wolkering
| Lage                                       | Objekt                              | Beschreibung | Akten-Nr.     | Bild           |
| ------------------------------------------ | ----------------------------------- | --- | ------------- | -------------- |
| Kirchbergstraße 11 (Standort)              | Kath. Pfarrkirche Mariä Himmelfahrt | Saalbau mit eingezogenem Chor und westlichem Fassadenturm mit Treppengiebel, 1746, Turm gotisch; Friedhofsmauer mit korbbogigem Portal, 18. Jahrhundert; jüdischer Grabstein für Barsilai, Kalkstein, 1292 | D-3-75-205-19 | weitere Bilder |
| Schmiedgasse 2 (Standort)                  | Bauernhaus                          | zweigeschossiger und giebelständiger Satteldachbau mit Blockbau-Obergeschoss und Seitenschrot, im Kern 18., Dach Ende 19. Jahrhundert                                                                      | D-3-75-205-20 | Bauernhaus     |
| Am Stadtweg (Standort)                     | Bildstock                           | gemauert mit Figurennische und Satteldach, 18./19. Jahrhundert | D-3-75-205-23 | BW             |
| an der Straße nach Oberhinkofen (Standort) | Wegkapelle                          | giebelständiger Satteldachbau, 1800, renoviert 1931 | D-3-75-205-24 | BW             |